# 平島 (北海道稚内市)
平島（ひらしま）は、北海道の宗谷湾にある無人島。面積は0.002平方キロメートル。
周囲約200mほどの平坦な島。島全体が玄武岩の貫入体である。北西約700メートル沖合には、日本最北端の弁天島がある。アイヌ語では「カモメの床」を意味するマシソと呼ばれ、多数のカモメが止まる島であることを表した地名とされる。一帯はコンブ、ウニが豊富な暗礁帯であり、海鳥も多い。

## 地誌

### 「宗谷」の由来
稚内市の中心部から海岸沿いに東へ6キロメートルほどいくと珊内地区があり、その沖合に平島、弁天島がある。珊内からこれらの島までは、海底に岩場が連なっており、蝦夷地交易のもっとも古い時期にはここに交易地が置かれていた。当時は一帯をアイヌ語で「ソーヤ」（so-ya）と称し、これは「磯岩の岸」「岩嶼」の意味だったと考えられている。
のちに交易場所は南西の「ウェントマリ」（アイヌ語で「悪い泊地」の意、現在の宗谷漁港）に移されたが、その名を嫌って「ヒリカトマリ」（「ピリカトマリ」は「良い泊地」の意味）と呼ばれたこともあったが、「ソーヤ」の名称をあてるようになった。

### 近世の史料
文政4年（1821年）の『大日本沿海輿地全図』では、弁天島にあたる「シヨーヤ」の南に岩礁群を描いている。嘉永7年（1854年）刊行の『蝦夷地全図』では、「宗谷」の沖に2つの島が描かれている。安政3年（1856年）に松浦武四郎が行った調査の記録である「手控」では、弁天島にあたる「ホンモシリ」の南に平坦な島を描いている。ただしいずれの史料においても、島の名称は記載されていない。